# Team SmartStop-Mountain Khakis/Saison 2012
Dieser Artikel listet Erfolge und Fahrer des Radsportteams SmartStop-Mountain Khakis in der Saison 2012 auf.

## Mannschaft
| Name             | Geburtstag        | Nationalität       | Team 2011                            |
| ---------------- | ----------------- | ------------------ | ------------------------------------ |
| Neil Bezdek      | 5. Oktober 1984   | Vereinigte Staaten | Mountain Khakis-Jittery Joe’s (2010) |
| Thomas Brown     | 22. Februar 1987  | Vereinigte Staaten | Mountain Khakis-Jittery Joe’s (2010) |
| Jonathan Hamblen | 26. November 1975 | Vereinigte Staaten | Mountain Khakis-Jittery Joe’s (2010) |
| Luke Keough      | 10. August 1991   | Vereinigte Staaten | Neoprofi                             |
| Shane Kline      | 11. April 1989    | Vereinigte Staaten | Bissell Cycling                      |
| Travis Livermon  | 2. April 1988     | Vereinigte Staaten | Neoprofi                             |
| Chris Monteleone | 5. März 1988      | Vereinigte Staaten | Kenda-5-Hour Energy Cycling Team     |
| Clay Murfert     | 22. Februar 1989  | Australien         | Kelly Benefit Strategies (2009)      |
| Adam Myerson     | 9. Mai 1972       | Vereinigte Staaten | Mountain Khakis-Jittery Joe’s (2010) |
| Jerome Townsend  | 7. März 1989      | Vereinigte Staaten | Neoprofi                             |
| Benjamin Zawacki | 12. November 1987 | Vereinigte Staaten | Neoprofi                             |